# Kitten heel

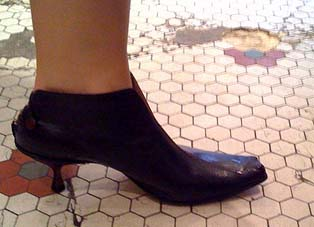
Bottine à petit talon.

Le kitten heel est un style de talon, mesurant habituellement entre 3,5 centimètres (1,5 pouce) et 5 centimètres (2 pouces). Ce style a été popularisé par Audrey Hepburn. On le trouve en  particulier sur des sandales. Malgré leur hauteur assez faible, les kitten heels sont souvent classés parmi les talons aiguilles, en raison de leur finesse.

## Historique

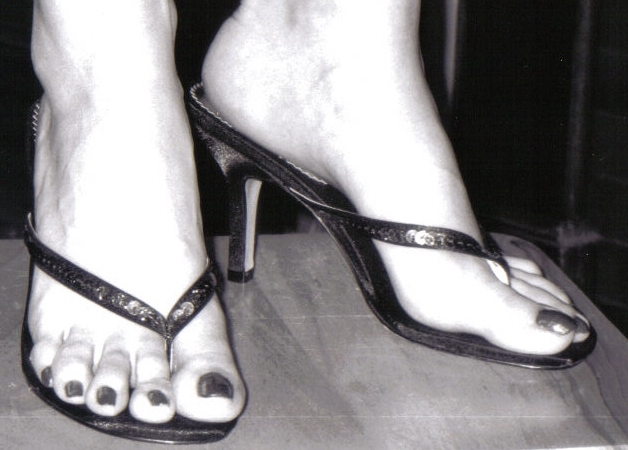
Sandale à kitten heels

Ces talons ont été intronisés dans les années 1950 en tant qu'objet de séduction[réf. nécessaire] pour les jeunes adolescentes. Ils ont souvent été considérés comme « talons d'entraînement » aux États-Unis indiquant que les jeunes filles s'entrainaient à marcher sur ce type de talon[pas clair]. Cependant, dans les années 1960, ils deviennent à la mode pour les adolescentes et pour les femmes en général avec le déclin de la popularité des talons aiguilles. Ils réapparaissent dans les années 1980 et deviennent une composante courante des gammes de chaussures proposées par les fabricants.